# Oblast Smolensk
De oblast Smolensk (Russisch: Смоленская Область, Smolenskaja oblast) is een oblast (bestuurlijke eenheid) van Rusland. De oblast ligt in het westen van Rusland, aan de grens met Wit-Rusland. De hoofdstad is de gelijknamige stad Smolensk.
De oblast bestaat overwegend uit het Heuvelland van Smolensk, dat van oost naar west wordt doorsneden door de rivier de Dnjepr. De regio heeft een economisch gunstige ligging aangezien belangrijke wegen en spoorwegen tussen Moskou en Wit-Rusland het gebied doorsnijden, evenals verbindingen tussen Moskou en verschillende Oost-Europese landen. Het klimaat is gematigd.
Deze oblast is sterk bebost en de bossen vormen een belangrijk onderdeel van de economie. Enerzijds vormt het heuvelland een bron van toerisme, anderzijds is de houtindustrie belangrijk. Daarnaast zijn diamantbewerking, metaalindustrie en machinebouw economisch van belang. De belangrijkste steden zijn, naast de hoofdstad, Roslavl, Vjazma en Jartsevo.

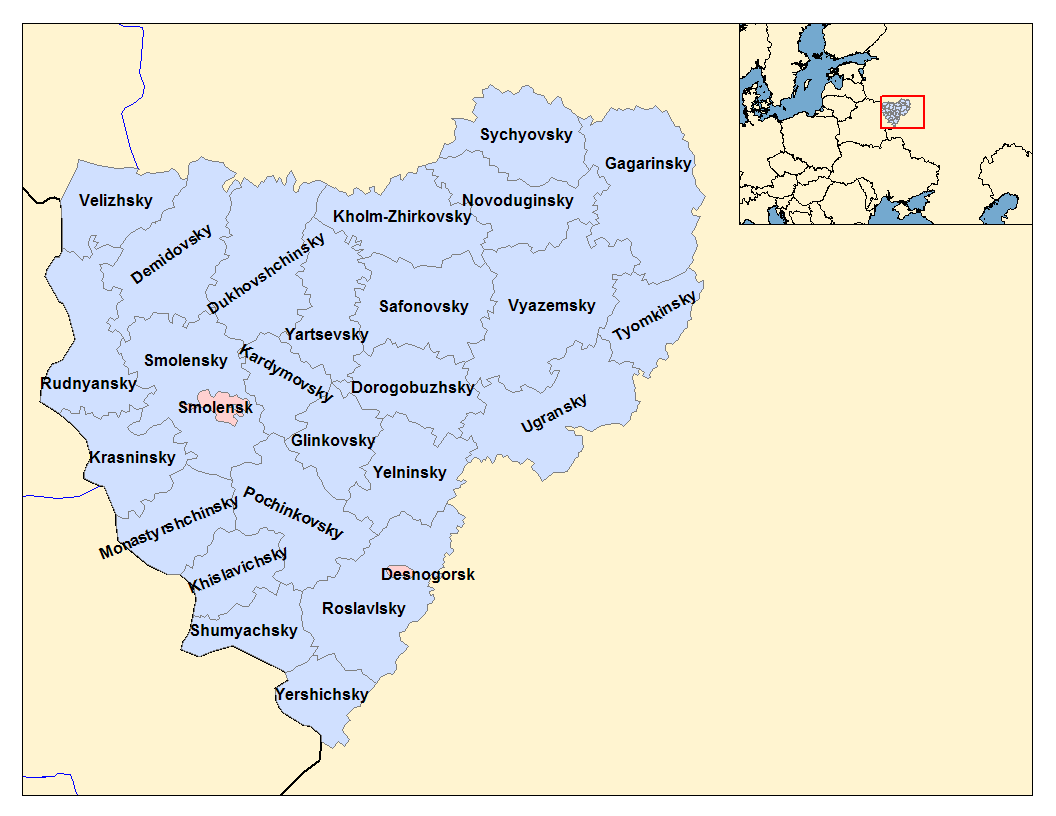
Gemeentelijke districten (Engelse namen)

## Demografie
Volgens een schatting van 1 januari 2021 telde oblast Smolensk 921.127 inwoners, een daling ten opzichte van 985.537 personen in de Russische volkstelling van 2010. Dit komt overeen met een gemiddelde jaarlijkse bevolkingsgroei van -0,66%. De oblast heeft een hoge urbanisatiegraad: in 2021 was 72% van de bevolking woonachtig in steden (tegen 28% in dorpen op het platteland). Smolensk is met ruim 320.000 veruit de grootste stad in de oblast. Andere grote plaatsen zijn Vjazma, Roslavl, Jartsevo en Safonovo (zie: kopje hieronder).
| 1897      | 1926      | 1939      | 1959      | 1970      | 1979      | 1989      | 2002      | 2010    | 2021    |
| --------- | --------- | --------- | --------- | --------- | --------- | --------- | --------- | ------- | ------- |
| 1.525.279 | 2.292.290 | 2.686.029 | 1.142.969 | 1.106.066 | 1.116.459 | 1.153.569 | 1.049.574 | 985.537 | 921.127 |